# Барт ван Рой
Барт ван Рой (нід. Bart van Rooij; нар. 26 травня 2001, Есхарен) — нідерландський футболіст, захисник клубу «Твенте».

## Клубна кар'єра

### НЕК
Виступав за молодіжну команду «Естрія», а 2010 року приєднався до академії клубу НЕК. 22 лютого 2019 року дебютував в основному складі НЕКа в матчі Еерстедивізі проти клубу «Алмере Сіті», вийшовши на заміну.
16 жовтня 2020 року в поєдинку Еерстедивізі проти клубу «Йонг Утрехт» забив свій перший гол у професіональній кар'єрі. Всього в сезоні 2020–21 провів 43 поєдинки, відзначившись 4 голами, а також допоміг команді підвищитись в класі.
14 серпня 2021 року в матчі проти «Аякса» дебютував в Ередивізі, вийшовши в стартовому складі. За підсумками травня 2022 року ввійшов до команди місяця Ередивізі.
30 березня 2023 року продовжив контракт з клубом до літа 2025 року. 11 листопада 2023 року в поєдинку проти «Твенте» відзначився своїм першим голом в Ередивізі. В сезоні 2023–24 забив три м'ячі у 29 матчах за НЕК, дійшовши з ним до фіналу Кубка Нідерландів, де його команда в підсумку поступилась «Феєнорду».

### «Твенте»
23 серпня 2024 року підписав чотирирічний контракт з «Твенте», а сума трансферу становила близько 1 млн євро. 1 вересня дебютував за клуб в матчі Ередивізі проти «Утрехта», вийшовши в стартовому складі. 25 вересня в поєдинку загального етапу Ліги Європи УЄФА проти англійського клубу «Манчестер Юнайтед» дебютував у єврокубках. 15 грудня 2024 року в матчі Ередивізі проти «Гронінгена» забив свій перший гол за «Твенте». За підсумками лютого 2025 року увійшов до команди місяця Ередивізі.

## Кар'єра в збірній
Виступав за збірні Нідерландів до 18 і до 19 років.

## Статистика виступів
Станом на 10 серпня 2025 
| Клуб              | Сезон             | Чемпіонат         | Чемпіонат | Чемпіонат | Кубок | Кубок | Єврокубки | Єврокубки | Інші  | Інші | Всього | Всього |
| Клуб              | Сезон             | Дивізіон          | Матчі     | Голи      | Матчі | Голи  | Матчі     | Голи      | Матчі | Голи | Матчі  | Голи   |
| ----------------- | ----------------- | ----------------- | --------- | --------- | ----- | ----- | --------- | --------- | ----- | ---- | ------ | ------ |
| НЕК               | 2018–19           | Еерстедивізі      | 1         | 0         | 0     | 0     | –         | –         | –     | –    | 1      | 0      |
| НЕК               | 2019–20           | Еерстедивізі      | 24        | 0         | 0     | 0     | –         | –         | –     | –    | 24     | 0      |
| НЕК               | 2020–21           | Еерстедивізі      | 38        | 3         | 2     | 0     | –         | –         | 3     | 1    | 43     | 4      |
| НЕК               | 2021–22           | Ередивізі         | 33        | 0         | 2     | 0     | –         | –         | –     | –    | 35     | 0      |
| НЕК               | 2022–23           | Ередивізі         | 33        | 0         | 3     | 0     | –         | –         | –     | –    | 36     | 0      |
| НЕК               | 2023–24           | Ередивізі         | 24        | 2         | 5     | 1     | –         | –         | –     | –    | 29     | 3      |
| НЕК               | 2024–25           | Ередивізі         | 2         | 0         | 0     | 0     | –         | –         | –     | –    | 2      | 0      |
| НЕК               | Всього            | Всього            | 155       | 5         | 12    | 1     | 0         | 0         | 3     | 1    | 170    | 7      |
| Твенте            | 2024–25           | Ередивізі         | 32        | 1         | 2     | 0     | 9         | 0         | –     | –    | 43     | 1      |
| Твенте            | 2025–26           | Ередивізі         | 1         | 0         | 0     | 0     | 0         | 0         | –     | –    | 1      | 0      |
| Твенте            | Всього            | Всього            | 33        | 1         | 2     | 0     | 9         | 0         | 0     | 0    | 44     | 1      |
| Всього за кар'єру | Всього за кар'єру | Всього за кар'єру | 188       | 6         | 14    | 1     | 9         | 0         | 3     | 1    | 214    | 8      |

1. ↑  Матчі в плей-оф
2. ↑  Матчі в Лізі Європи УЄФА

## Досягнення
Особисті досягнення
- Команда місяця Ередивізі (2): травень 2022[23], лютий 2025[24]